# ホセ・ムルシア・ゴンサレス
ホセ・ムルシア・ゴンサレス（José Murcia González、1964年12月3日 - ）は、スペイン・コルドバ出身の元サッカー選手、現サッカー指導者。ポジションはディフェンダーだった。

## 経歴
1984-85シーズンからサッカー選手としてプレーし始めたが、3部より上のカテゴリーでプレーできずに選手キャリアを終えた。
現役引退後すぐにサッカー指導者とへと転向し、2000-01シーズンに初めて監督としてコルドバCFのBチームを指揮した。
2003年、アトレティコ・マドリードBの監督に就任した。就任1年目にしてBチームをセグンダ・ディビシオンB優勝に導くなど、確かな手腕を発揮し、2005-06シーズンの1月、成績不振によって解任されたカルロス・ビアンチの後任としてトップチームの監督に引き上げられた。初陣となったレアル・ベティス戦には0-1で敗戦するも、第20節から5連勝を挙げ、その中にはアウェーでFCバルセロナを3-1で破るなど、チームを上位へと押し上げた。しかし、連勝直後のマドリードダービーで1-2と競り負けると、それ以降徐々に調子を崩し始め、シーズン終了後に解任された。リーグ戦の順位は10位だった。
アトレティコ・マドリードの監督退任以降は、プリメーラの舞台でクラブを率いることなく、セグンダ以下のクラブを転々とした。2011年には拠点をスペインから世界へと広げ、2017年6月にはアル・シャハニアSCの監督に就任した。